# Aethopyga
Genre
Le genre Aethopyga regroupe une vingtaine espèces de passereaux de la famille des Nectariniidae connus sous le nom de souimangas.

## Taxinomie
À la suite des travaux phylogéniques de Hosner et al. (2013), qui suggèrent la reconnaissance d'au moins quatre nouvelles espèces au sein de ce genre, le Congrès ornithologique international, dans sa classification de référence version 3.5 (2013) reconnaît les espèces Aethopyga magnifica, Aethopyga guimarasensis, Aethopyga jefferyi et Aethopyga decorosa. Un autre sous-espèce du Souimanga de Bolton, Aethopyga boltoni tibolii, pourrait elle aussi être reconnue comme une espèce à part entière à l'avenir.

### Liste des espèces
D'après la classification de référence (version 15.1, 2025) du Congrès ornithologique international (ordre phylogénique) :
- Aethopyga primigenia – Souimanga de Hachisuka
- Aethopyga boltoni – Souimanga de Bolton
- Aethopyga tibolli – (?)
- Aethopyga linaraborae – Souimanga de Lina
- Aethopyga flagrans – Souimanga flamboyant
- Aethopyga guimarasensis – Souimanga de Steere
- Aethopyga pulcherrima – Souimanga montagnard
- Aethopyga duyvenbodei – Souimanga des Sangi
- Aethopyga shelleyi – Souimanga de Palawan
- Aethopyga bella – Souimanga oreillard
- Aethopyga gouldiae – Souimanga de Gould
- Aethopyga nipalensis – Souimanga à queue verte
- Aethopyga eximia – Souimanga de Java
- Aethopyga christinae – Souimanga de Christina
- Aethopyga saturata – Souimanga sombre
- Aethopyga siparaja – Souimanga siparaja
- Aethopyga magnifica – Souimanga magnifique
- Aethopyga vigorsii – Souimanga de Vigors
- Aethopyga mystacalis – Souimanga écarlate
- Aethopyga temminckii – Souimanga de Temminck
- Aethopyga ignicauda – Souimanga queue-de-feu